# 翁坞诸氏民居
翁坞诸氏民居，位于中华人民共和国浙江省衢州市龙游县横山镇，是浙江省省级文物保护单位之一。
2017年1月19日，翁坞诸氏民居被列入第七批浙江省文物保护单位，该文物保护单位是一座古建筑。